# حمد الراشدي
حمد بن محمد بن محسن الراشدي المعروف باسم حمد الراشدي، هو صحفي وشاعر ووزير عماني.
عمل حمد بن محمد الراشدي محرر أخبار ومذيعا في التلفزيون العماني بين عامي 1974 و1979، ثم بعد ذلك مديرا عاما للإعلام ومديرا لمكتب الوزير حتى عام 1985 ثم رئيسا لتحرير جريدة عمان بين عامي 1985 و1987، ثم وكيلا لوزارة الإعلام بين عامي 1987 و2001 ثم وزير للإعلام 2001 - 2012.